# Sury-en-Vaux
 Sury-en-Vaux  es una población y comuna francesa, situada en la región de  Centro, departamento de Cher, en el distrito de Bourges y cantón de Sancerre.

## Demografía
| 755 | 714 | 665 | 673 | 686 | 721 |
| Para los censos de 1962 a 1999 la población legal corresponde a la población sin duplicidades (Fuente: INSEE [Consultar]) |     |     |     |     |     |